# Hôpital Nedir Mohamed
L'hôpital Nedir Mohamed est une structure sanitaire d'Algérie située au centre de la ville de Tizi Ouzou. Il dépend du centre hospitalo-universitaire de Tizi Ouzou, en Grande Kabylie, et relève de la Direction de la Santé et de la Population de la wilaya de Tizi Ouzou, comme l'hôpital Sidi Belloua.
Cet hôpital est l'un des hôpitaux en Algérie qui relèvent du ministère de la Santé.

## Géographie

### Localisation
L'hôpital Nedir Mohamed se situe au centre de la ville de Tizi Ouzou.

### Accès

#### Téléphérique
Annoncé à la réception en 2016, le projet de réalisation d'un téléphérique à Tizi Ouzou avait été annoncé dès 2008 pour relier la gare multimodale de Kaf Naâdja (Bouhinoune) au mont de Sidi Belloua (Redjaouna), et avait entamé ses travaux dès le mois de novembre 2011.
Dans l'approche préliminaire présentée en 2009, il a été dégagé les grandes lignes du projet du téléphérique de Tizi Ouzou, notamment le nombre de haltes depuis la gare mixte (ferroviaire et terrestre) de Bouhinoune, ouverte à la fin du mois d'août 2011, en passant par le centre et l'ancienne ville de Tizi Ouzou, puis par l'hôpital Sidi Belloua jusqu'au mausolée de Sidi Belloua à Redjaouna.

#### Hélicoptère sanitaire
Une réflexion est en cours en 2014 pour la dotation de l'hôpital Nedir Mohamed d'une station d'hélicoptère sanitaire.
Il s'agira d'un hélicoptère, ou de plusieurs, basé de façon permanente à l'hôpital Sidi Belloua et dédié exclusivement à des missions sanitaires de transport de patients.
La zone de stationnement de l'hélicoptère sera proche de l'enceinte des services hospitaliers afin d'éviter l'usage d'un véhicule intermédiaire. Elle devra être protégée, éclairée et homologuée.
La configuration sanitaire de l'appareil volant devra être permanente.
Le matériel médical embarqué sera standardisé et approuvé.
La disponibilité immédiate concernera l'équipe médicale des urgences de l'hôpital Sidi Belloua, mais également le pilote qui bénéficiera de locaux d'hébergement dans l'hôpital même.
Grâce à la généralisation des numéros verts et à l'utilisation du système GPS, l'intervalle entre la survenue de l'urgence médicale dans les quelque 1000 villages de la wilaya de Tizi Ouzou et la réception de l'alerte aura tendance à diminuer.
L'hélicoptère sanitaire réduira le délai de réponse médicale après l'alerte et le signalement dans tout le périmètre de la wilaya de Tizi Ouzou.

## Histoire
C'est à partir de 1855 que la construction de l'hôpital de la ville de Tizi Ouzou a été entamée.
Cet hôpital de Tizi Ouzou faisait partie d'autres structures hospitalières entamées à l'intérieur de l'Algérie à Sidi Bel Abbès, Miliana, Sour El Ghozlane et ailleurs.

### Hôpital militaire
En 1877, l'hôpital militaire de Tizi Ouzou comportait 72 lits destinés à la garnison militaire locale et à la population civile.

### Hôpital civil
Le 5 février 1891, un pavillon pour malades civils a été créé à l'hôpital militaire de Tizi Ouzou.
En 1912, des travaux d'extension de l'hôpital militaire de Tizi Ouzou furent lancés.

### Centre hospitalier universitaire
La commune de Tizi Ouzou a été dotée d'un Centre hospitalier universitaire (CHU) créé en février 1986, constitué de deux unités principales d’une capacité de 900 lits comptant 3487 employés dont 981 constituent l’effectif médical, 1067 paramédicaux et psychologues, ainsi que 1439 éléments du personnel administratif et autres répartis en 42 services implantés à l’Hôpital Nedir Mohamed et l'Hôpital Sidi Belloua.

## Direction
|     | Directeur        | Début       | Fin         |
| 1er | Mr Mansouri      | 2001        | 3 août 2004 |
| 2e  | Mr Lounis Djedid | 3 août 2004 | 2007        |
| 3e  | Mr Mansouri      | 2007        | 2011        |
| 4e  | Mr Abbes Ziri    | 2011        | 2014        |

## Départements cliniques et médico-techniques

### Amphithéâtre
L'hôpital Sidi Belloua est doté d'un amphithéâtre de 150 places.
Les étudiants en médecine de l'université Mouloud Mammeri de Tizi Ouzou (UMMTO), qui suivent des modules au niveau de l'hôpital Sidi Belloua, reçoivent leurs cours dans cet amphithéâtre.
Avant 2006, ces étudiants travaillaient dans des conditions lamentables.
L'amphithéâtre, qui sert de salle de cours pour plus d'une centaine d'étudiants, se trouvait dans un état de dégradation avancé.
Il était dépourvu d'un minimum de conditions pour permettre le bon déroulement de la pédagogie.
Situé au rez-de-chaussée de l'hôpital Sidi Belloua partiellement rénové, cet amphithéâtre ne disposait d'aucune bouche d'aération.
Les fenêtres étaient toutes fermées et l'odeur de l'humidité se faisait sentir dès que les étudiants accèdaient à l'intérieur.
L'absence d'un entretien régulier avait favorisé la formation d'épaisses couches de poussière sur le sol et les tables.
De l'intérieur des sanitaires, inutilisables, il se dégageait une odeur nauséabonde.
Ces derniers ont été transformés en décharge qui attirait des parasites.
Les lavabos, la tuyauterie étaient envahis par la rouille et la moisissure.
La boiserie qui servait de couvercle pour les conduites d'évacuation des eaux usées s'était effritée, laissant ainsi l'eau couler directement sur les murs qui nécessitaient d'être repeints.
La plupart des néons ne fonctionnaient pas et certains interrupteurs avaient été arrachés.
Durant les froides journées de la saison hivernale, les chauffages étaient hors d'usage bien que le reste de l'hôpital Sidi Belloua fût bien chauffé.
Les murs de la cage d'escalier menant à cet amphithéâtre étaient fissurés.
Les araignées en avaient profité pour tisser leurs toiles qui accrochaient les bactéries, source de multiples infections virales.
Cette situation demeurait la même depuis avant l'année 2000.

### Cuisine
Une nouvelle cuisine a été annoncée en 2012 au niveau de l’hôpital Sidi Belloua.
Cette nouvelle batterie de cuisine a été inaugurée en septembre 2014 pour améliorer l’hygiène dans cette infrastructure hospitalière.

### Incinérateurs de déchets médicaux
La mise en exploitation des deux incinérateurs de déchets médicaux de l’hôpital Sidi Belloua s'est faite en mars 2010.
Ces deux incinérateurs recevaient près d’une tonne de déchets médicaux par jour acheminés du CHU de Tizi Ouzou avant la survenue de pannes répétitives durant l'été 2010.
L’incinérateur de déchets médicaux de l’hôpital Sidi Belloua a cessé de fonctionner en novembre 2010.
À la suite de cette interruption, une opération de délocalisation des deux incinérateurs de l’hôpital Sidi Belloua vers le centre d’enfouissement technique (CET) de Oued Falli, dans la banlieue ouest de la ville de Tizi Ouzou, a été effectuée en juin 2011.
Cette délocalisation devait être suivie par l'acquisition en automne 2011 d'un banaliseur (incinérateur et broyeur en même temps) qui traiterait plus de 800 kg/jour de déchets hospitaliers.
Ces deux incinérateurs délocalisés vers le CET de Oued Falli pourraient alors traiter quelque 250 kg sur les 500 kg produits par le CHU de Tizi Ouzou et par l'hôpital Sidi Belloua.
La mise en service de ce banaliseur permettra au CHU de Tizi Ouzou de se mettre aux normes internationales de traitement des déchets de soins à risque infectieux (DASRI), car ce procédé est une alternative économique à l’incinération puisque le banaliseur transforme des déchets contaminés en  déchets de type ordures ménagères classiques dont le coût de traitement est faible, et garantit aussi une sécurité maximale en limitant le transport de déchets dangereux sur la route et en réduisant de plus de 80% le volume des déchets.